# Bohán
Bohán su jedni od domorodačkih plemena Urugvaja.
Bili su usko povezani s Charrúama.  